# Fettes College
Il Fettes College è un collegio privato britannico situato a Edimburgo, in Scozia. La scuola è una delle più prestigiose istituzioni educative in Scozia, ed è stata fondata su iniziativa di Sir William Fettes nel 1870 in onore di suo figlio defunto.
Originariamente era una scuola maschile, le ragazze sono state accettate a partire dal 1970. Più di due terzi degli studenti vivono nel campus. A differenza della maggior parte delle scuole scozzesi, Fettes applica i principi del sistema educativo inglese.
La scuola è considerata ambita dalla stampa e, a volte è indicata come "Eton Nord".
I suoi laureati includono il primo ministro britannico (1997-2007) Tony Blair, i politici John Simon, Selwyn Lloyd e Iain Macleod, il vincitore del premio Nobel Angus Deaton, il pioniere degli ultrasuoni Ian Donald, il viaggiatore ed esploratore Hesketh Hesketh-Prichard, il cardinale cattolico William Theodore Heard, i compositori Lorne Balfe e Michael Tippett, lo storico N. G. L. Hammond, l'attrice Tilda Swinton, l'imprenditore David Ogilvy e gli atleti Augustus Grant-Asher e Bunny Wauchope.
Nel 1998, il College Fettes era il quarto nella classifica del quotidiano Daily Telegraph. Un anno dopo ha ottenuto la quinta posizione nel giornale Sunday Times e nel 2001, lo stesso giornale ha riconosciuto il Fettes come "scuola scozzese dell'anno".